# Luis Moya
Luis Moya (ur. 23 września 1960 roku w La Coruña) – były hiszpański pilot rajdowy. Wieloletni pilot Carlosa Sainza; zdobył z nim takie tytuły jak Rajdowe Mistrzostwo Świata (1990 i 1992), Wicemistrzostwo Świata (1991, 1994, 1995 i 1998) oraz Rajdowe Mistrzostwo Azji i Pacyfiku (1990). W latach 2003–2006 pełnił funkcję dyrektora sportowego w Subaru. Jest drugim pilotem po Elenie, który ma najwięcej zwycięstw w World Rally Championship.